# Emmanuel Suchet (7e duc d'Albufera)
Emmanuel Suchet, 7e duc d'Albufera, 7e comte Suchet, est né en France le 19 juin 1944.

## Biographie
Emmanuel Louis Jean Marie Suchet d'Albufera est né à Viels-Maisons le 19 juin 1944. Il est le fils aîné de Napoléon Suchet (1912 - 2006), 6e duc d'Albufera et Claude de Ladoucette (1923-2014).
Il devint septième duc d'Albufera et comte Suchet en 2006 au décès de son père, Napoléon Suchet.

## Mariage et descendance
Il a épousé le 9 février 1974, à Loiré, en Maine-et-Loire, Élisabeth Marie Christine de Fontanges, née le 24 juillet 1944 à Vichy. Ils ont quatre enfants :
1. Pauline Anne Marie, née à Soissons le 10 décembre 1974, elle a épousé le 29 août 1998 à Montgobert le comte Alexandre de Chavagnac (1970) ;
2. Armand Louis Napoléon Géraud Marie Suchet d'Albufera, né à Soissons le 25 octobre 1976, il a épousé civilement le 4 mars 2011 et religieusement le 5 mars 2011 à Montgobert Laetitia Stéphanie Marie de Benoist de Gentissart (Paris, 13 septembre 1983), fille de Emmanuel Yves Aimé, baron de Benoist de Gentissart (Lyon, 5 janvier 1942) et de sa femme (Paris, 4 mars 1972) Marie Slanie Gilberte d'Harcourt (Pargny-lès-Reims, 6 juillet 1947). Ils ont trois enfants : 
  1. Eugénie Suchet d'Albufera (Londres, 11 décembre 2012)
  2. Héloïse Suchet d'Albufera (Londres, 1 septembre 2014)
  3. Emmanuel Suchet d'Albufera (Londres, 26 janvier 2017)
3. Guillaume Alexandre Marie Suchet d'Albufera, né à Soissons le 14 mars 1979, il a épousé le 21 mai 2011 à Montgobert Anne-Hortense Douence (1981) ;
4. Marie-Zénaïde Laure, née à Soissons le 29 septembre 1985.